# Ray Keldie
Ray Keldie, né le 17 janvier 1946 à Sydney, est un ancien joueur de tennis professionnel australien.
Il a atteint la finale du Championnat de tennis d'Australie 1968 avec Terry Addison et du Tournoi du Queen's avec Raymond Moore.
Il a fait partie des trois joueurs de tennis professionnels ayant refusé de participer au boycott du Tournoi de Wimbledon en 1973 avec Roger Taylor et Ilie Năstase.

## Palmarès

### Finales en double messieurs
| No | Date       | Nom et lieu du tournoi                          | Catégorie  | Surface      | Vainqueurs                        | Partenaire      | Score                    |          |
| -- | ---------- | ----------------------------------------------- | ---------- | ------------ | --------------------------------- | --------------- | ------------------------ | -------- |
| 1  | 19-01-1968 | Australian Championships Melbourne              | G. Chelem  | Gazon (ext.) | Dick Crealy Allan Stone           | Terry Addison   | 10-8, 6-4, 6-3           | Parcours |
| 2  | 1969       | Tournoi de tennis de la côte Pacifique Berkeley |            | NC           | Stan Smith Thomaz Koch            | Terry Addison   | 6-1, 6-3                 |          |
| 3  | 1969       | Tournoi de tennis de Barcelone Barcelone        |            | Terre (ext.) | Manuel Orantes Patricio Rodríguez | Terry Addison   | 8-10, 6-3, 6-1, 5-7, 6-2 |          |
| 4  | 18-06-1973 | The Queen's Club Championships Londres          |            | Gazon (ext.) | Tom Okker Marty Riessen           | Raymond Moore   | 6-4, 7-5                 |          |
| 5  | 09-07-1973 | Tournoi de tennis du Pays de Galles Newport     |            | NC           | Byron Bertram William Lloyd       | Bob Giltinan    | Finale non jouée         |          |
| 6  | 03-06-1974 | Surrey Grass Court Championships Surbiton       | Grand Prix | Gazon (ext.) | John Paish Stephen Warboys        | Pancho Walthall | 3-6, 6-3, 12-10          |          |

## Parcours dans les tournois duGrand Chelem

### En simple
| Année | Open d'Australie | Open d'Australie | Internationaux de France | Internationaux de France | Wimbledon       | Wimbledon         | US Open         | US Open     |
| ----- | ---------------- | ---------------- | ------------------------ | ------------------------ | --------------- | ----------------- | --------------- | ----------- |
| 1965  | 1er tour (1/32)  | J. Hillebrand    | —                        | —                        | —               | —                 | —               | —           |
| 1966  | —                | —                | —                        | —                        | —               | —                 | 3e tour (1/16)  | M. Riessen  |
| 1967  | —                | —                | 1er tour (1/64)          | F. Jauffret              | 1er tour (1/64) | S. Minotra        | 3e tour (1/16)  | R. Lutz     |
| 1968  | 1/8 de finale    | J. Gisbert       | 1er tour (1/64)          | P. Gonzales              | 1er tour (1/64) | T. Roche          | —               | —           |
| 1969  | 2e tour (1/16)   | T. Roche         | —                        | —                        | 2e tour (1/32)  | T. Edlefsen       | 2e tour (1/32)  | P. Barthes  |
| 1970  | 2e tour (1/16)   | J. Alexander     | 1er tour (1/64)          | P. Marmureanu            | 1er tour (1/64) | N. Kalogeropoulos | 2e tour (1/32)  | C. Graebner |
| 1971  | —                | —                | —                        | —                        | 1er tour (1/64) | I. Năstase        | 1er tour (1/64) | M. Cox      |
| 1972  | —                | —                | —                        | —                        | 1er tour (1/64) | T. Kakulia        | 1er tour (1/64) | I. Țiriac   |
| 1973  | —                | —                | —                        | —                        | 3e tour (1/16)  | J. Fassbender     | —               | —           |
| 1974  | 1er tour (1/32)  | R. Case          | 1er tour (1/64)          | L. Johansson             | —               | —                 | —               | —           |
| 1975  | 1er tour (1/32)  | G. Masters       | —                        | —                        | —               | —                 | —               | —           |

N.B. : à droite du résultat se trouve le nom de l'ultime adversaire.

### En double
Parcours en double à partir de 1968.
| Année | Open d'Australie                | Open d'Australie     | Internationaux de France  | Internationaux de France | Wimbledon                        | Wimbledon            | US Open                    | US Open                 |
| ----- | ------------------------------- | -------------------- | ------------------------- | ------------------------ | -------------------------------- | -------------------- | -------------------------- | ----------------------- |
| 1968  | Finale T. Addison               | D. Crealy A. Stone   | 1er tour (1/32) J. Cooper | T. Addison R. Ruffels    | 1er tour (1/32) T. Addison       | J. Leschly T. Ulrich | —                          | —                       |
| 1969  | 1/4 de finale T. Addison        | J. Newcombe T. Roche | —                         | —                        | 1er tour (1/32) T. Addison       | R. Lutz S. Smith     | 1er tour (1/32) T. Addison | P. Gonzales R. Holmberg |
| 1970  | 1/4 de finale R. Carmichael     | S. Ball B. Giltinan  | 1/8 de finale R. Ruffels  | A. Ashe C. Pasarell      | 2e tour (1/16) N. Kalogeropoulos | R. Lutz S. Smith     | 1/8 de finale I. El Shafei | P. Barthes N. Pilić     |
| 1971  | —                               | —                    | —                         | —                        | 1er tour (1/32) F. Froehling     | I. Năstase I. Țiriac | 1/8 de finale O. Bengtson  | S. Smith E. van Dillen  |
| 1972  | —                               | —                    | —                         | —                        | 1er tour (1/32) P. Doerner       | P. Barthes A. Gimeno | —                          | —                       |
| 1973  | —                               | —                    | —                         | —                        | 1er tour (1/32) Z. Guerry        | A. Neely J. Singh    | —                          | —                       |
| 1974  | 1/4 de finale B. Phillips-Moore | R. Case G. Masters   | —                         | —                        | 1er tour (1/32) R. Seegers       | J. Newcombe T. Roche | 1/2 finale S. Ball         | R. Lutz S. Smith        |
| 1975  | 1/4 de finale D. Crealy         | J. Newcombe T. Roche | —                         | —                        | —                                | —                    | —                          | —                       |

N.B. : le nom du ou de la partenaire se trouve sous le résultat ; le nom des ultimes adversaires se trouve à droite.